# Pyhrabruck
Pyhrabruck ist eine Ortschaft und eine Katastralgemeinde der Gemeinde Unserfrau-Altweitra im Bezirk Gmünd in Niederösterreich mit 50 Einwohnern (Stand 1. Jänner 2024). Bis Ende 1970 war Pyhrabruck eine eigenständige Gemeinde.

## Geografie
Das Dorf im Nordwesten des Gemeindegebietes grenzt an die tschechische Stadt Nové Hrady und die den Ort erschließende Landesstraße L71 ermöglicht an der Staatsgrenze die Weiterfahrt nach Nové Hrady. Am 1. April 2020 umfasste die Ortschaft 28 Adressen.

## Geschichte
Unter Maria Theresia wurde hier erstmals in der Habsburgermonarchie der Anbau von Erdäpfel befohlen, nachdem die Mönche vom Stift Seitenstetten im Jahre 1620 den Erdapfel erfolgreich im Klostergarten des Stifts angebaut hatten.
Im Jahr 1822 wurde der Ort als Dorf mit 27 Häusern genannt, das nach Heinrichs eingepfarrt war, wohin auch die Kinder eingeschult wurden. Die Herrschaft Weitra besaß die Ortsobrigkeit, übte die Landgerichtsbarkeit aus, besorgte die Konskription und hatte die Grundherrschaft inne.
Laut Adressbuch von Österreich waren im Jahr 1938 in der Ortsgemeinde Pyhrabruck zwei Gastwirte und einige Landwirte ansässig.
Im Rahmen der Niederösterreichischen Kommunalstrukturverbesserung trat die damalige Ortsgemeinde Pyhrabruck per 1. Jänner 1971 der Gemeinde Unserfrau-Altweitra bei.

## Siedlungsentwicklung
Zum Jahreswechsel 1979/1980 befanden sich in der Katastralgemeinde Pyhrabruck insgesamt 41 Bauflächen mit 19.857 m² und 11 Gärten auf 11.695 m², 1989/1990 waren es ebenfalls 41 Bauflächen. 1999/2000 war die Zahl der Bauflächen auf 100 angewachsen und 2009/2010 waren es 60 Gebäude auf 105 Bauflächen.

## Landwirtschaft
Die Katastralgemeinde ist landwirtschaftlich geprägt. 211 Hektar wurden zum Jahreswechsel 1979/1980 landwirtschaftlich genutzt und 180 Hektar waren forstwirtschaftlich geführte Waldflächen. 1999/2000 wurde auf 200 Hektar Landwirtschaft betrieben und 193 Hektar waren als forstwirtschaftlich genutzte Flächen ausgewiesen. Ende 2018 waren 197 Hektar als landwirtschaftliche Flächen genutzt und Forstwirtschaft wurde auf 193 Hektar betrieben. Die durchschnittliche Bodenklimazahl von Pyhrabruck beträgt 21,7 (Stand 2010).